# بيتر كاستنر
بيتر كاستنر هو ممثل كندي، ولد في 1 أكتوبر 1943 في كندا، وتوفي في 18 سبتمبر 2008 في كندا بسبب نوبة قلبية.

## وصلات خارجية
- بيتر كاستنر على موقع IMDb (الإنجليزية)
- بيتر كاستنر على موقع ألو سيني (الفرنسية)
- بيتر كاستنر على موقع أول موفي (الإنجليزية)
- بيتر كاستنر على موقع قاعدة بيانات الأفلام السويدية (السويدية)
- بيتر كاستنر على موقع قاعدة بيانات الفيلم (الإنجليزية)
- بيتر كاستنر على موقع كينوبويسك (الروسية)